# 塞爾夫克里克 (密西西比州)
塞爾夫克里克（英語：Self Creek）是位於美國密西西比州奧克蒂比哈縣的非建制地區。

## 歷史
塞爾夫克里克的郵局於1892年設立，其後於1904年停運。當地於1900年時有人口75人。

## 地理
塞爾夫克里克所處的海拔為高於海平面97米（即318英呎），而該地所採用的時區為UTC-6，即北美中部時區（CST）。同時該地設有夏令時間，為UTC-6調快一小時，即UTC-5（CDT）。